# 寬身花鱸
寬身花鱸，又名宽身须花鮨（学名：Serranocirrhitus latus），为輻鰭魚綱鱸形目鮨科寬身花鱸屬的鱼类。该物种的模式产地在琉球群岛，体长达13公分，栖息深度为15米至70米。